# Adesmus windsori
Adesmus windsori es una especie de escarabajo longicornio del género Adesmus, categorizada en la tribu Hemilophini, de la subfamilia Lamiinae. Fue descrita por Martins & Galileo en 2004.

## Descripción
Mide 7,4-7,9 mm de longitud.

## Distribución
Se distribuye por América: Panamá.